# Rue Michel-Ange (Toulouse)
Pour les articles homonymes, voir Rue Michel-Ange.
La rue Michel-Ange (en occitan : carrièra Miquèl Àngel) est une voie de Toulouse, chef-lieu de la région Occitanie, dans le Midi de la France.

## Situation et accès

### Description
La rue Michel-Ange est une voie publique. Elle traverse successivement les quartiers Bonnefoy, Croix-Daurade et Borderouge.
Elle est longue de 1 146 mètres.
La chaussée compte une voie de circulation dans chaque sens. Elle appartient à une zone 30 et la circulation y est limitée à 30 km/h. Il n'existe en revanche ni piste, ni bande cyclable.

### Voies rencontrées
La rue Michel-Ange rencontre les voies suivantes, dans l'ordre des numéros croissants (« g » indique que la rue se situe à gauche, « d » à droite) :
1. Chemin de Lapujade
2. Rue de Maltens (g)
3. Impasse Michel-Ange (d)
4. Rue Ausone (d)
5. Chemin Raynal (d)
6. Impasse Amedeo-Modigliani (g)
7. Impasse Gruney (d)
8. Rond-point Louis-Bréfeil
9. Rue Marie-Claire-de-Catellan (g)
10. Avenue Maurice-Bourgès-Maunoury (d)

### Transports
La rue Michel-Ange n'est pas directement desservie par les transports en commun Tisséo. Au nord, la rue débouche cependant sur la rue Marie-Claire-de-Catellan et l'avenue Maurice-Bourgès-Maunoury, parcourues par la ligne de bus 41. Au carrefour de la rue Marie-Claire-de-Catellan et de la rue de Négreneys se trouvent également les arrêts des lignes de bus 27415960, ainsi que, d'ici 2028, la station de métro Lycée Toulouse-Lautrec, sur la future ligne de métro . À l'est, la rue Pierrette-Louin, la rue Henri-Frenay, le chemin de Lapujade et la rue du Docteur-Marcel-Bouvier sont parcourues par la ligne de bus 36. Enfin, au sud, la rue du Faubourg-Bonnefoy est parcourue par la ligne de Linéo L9, ainsi que la ligne de bus 39.
Les stations de vélos en libre-service VélôToulouse les plus proches sont, au nord, les stations no 153 (12 avenue Maurice-Bourgès-Maunoury) et no 252 (161 rue de Négreneys) et, au sud, les stations no 126 (18 rue du Faubourg-Bonnefoy) et no 134 (8 allée de l'Église-Bonnefoy). Ces deux dernières, situées sur le coteau de la colline du Calvinet, sont depuis 2017 considérées comme des stations Bonus, qui permettent de cumuler du temps supplémentaire pour les abonnés qui y ramènent leur vélo.

## Odonymie

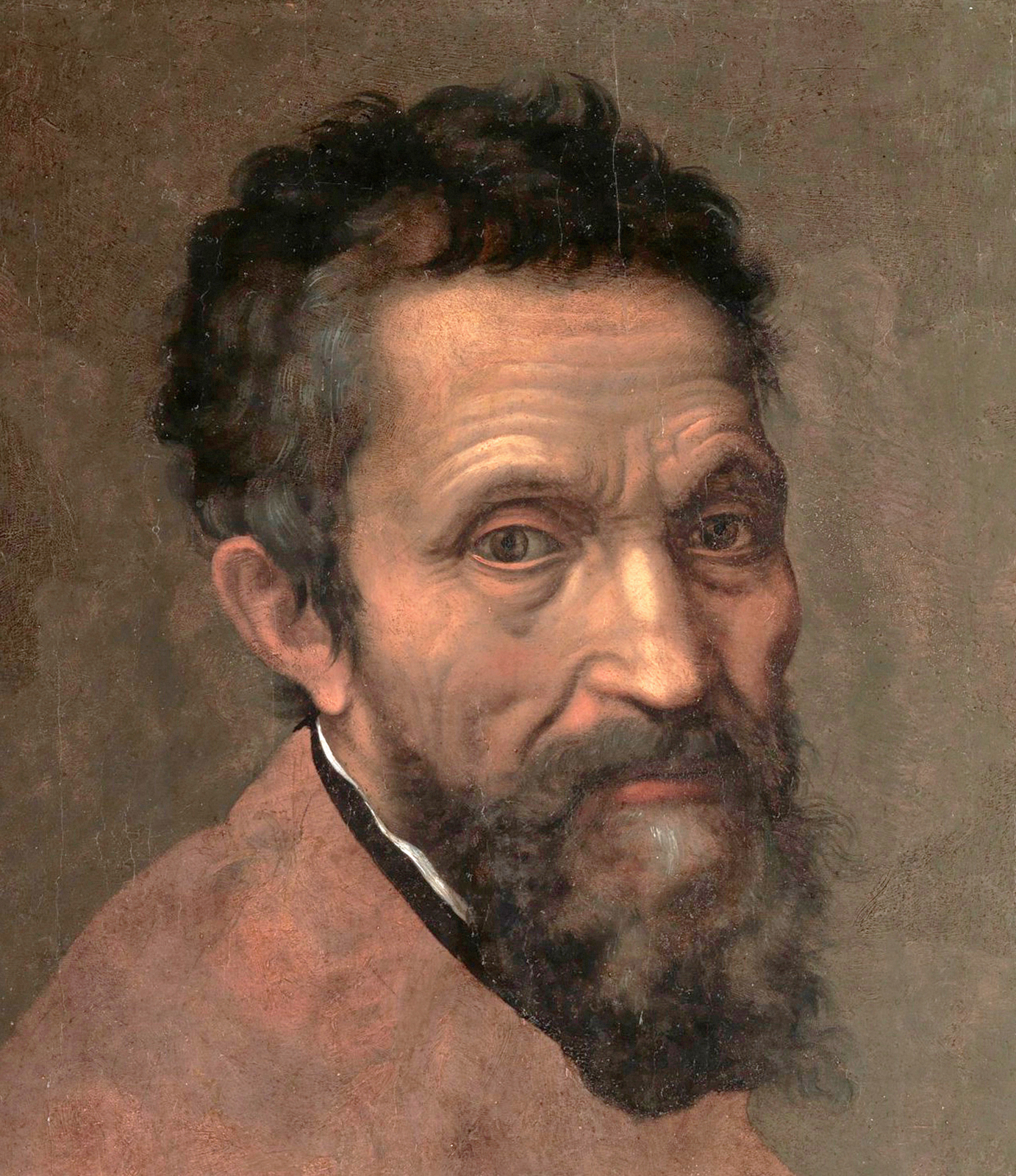
Portrait de Michel-Ange par Daniele da Volterra (vers 1545, Metropolitan Museum of Art).

La rue est nommée en hommage à Michel-Ange (1475-1564) : sculpteur, peintre, architecte, poète et urbaniste, il travailla principalement à Florence et à Rome. Il est l'un des représentants majeurs de la Renaissance italienne. Ce nom lui a été donné en 1947, à la suite de la réunion de deux voies différentes, dont les noms ont été effacés, la rue Pierre-Fontaine et le chemin du Pont-Raynal.
La première partie de la rue Michel-Ange, entre le chemin de Lapujade et l'actuel no 44, tracée en 1885, prit d'abord le nom de rue Béteille-prolongée : elle se trouve effectivement dans le prolongement de la rue Béteille, tracée vers 1865 à travers des terrains agricoles qui appartenaient à Pierre Béteille, maraîcher et horticulteur du faubourg Bonnefoy. La deuxième partie de la rue, entre l'actuel no 44 et le chemin Raynal, correspond justement à une partie de l'ancien chemin Raynal. Ce chemin était connu au XVIe siècle comme le chemin de Croix-Daurade, nom du hameau du gardiage auquel il menait. Il est parfois précisé qu'il s'agissait du chemin de la Porte-Arnaud-Bernard (emplacement au-devant de l'actuel no 9 place Arnaud-Bernard) ou de la Porte-Pouzonville (emplacement au-devant de l'actuel no 44 rue Merly) à Croix-Daurade. À partir du XVIIIe siècle, on lui donna également le nom d'un domaine agricole qui appartenait à la famille Raynal entre les XVIIe et XIXe siècles. La troisième partie de la rue, entre le chemin Raynal et la rue Ernest-Renan, fut percée au début du XIXe siècle et d'abord désignée comme le petit-chemin Raynal.
En 1936, la municipalité décida d'attribuer à la rue Béteille-prolongée le nom de Pierre Fontaine (1762-1853), architecte parisien qui mena les travaux de la rue de Rivoli et participa à la construction de l'arc de triomphe du Carrousel. Le petit-chemin Raynal, quant à lui, devint le chemin du Pont-Raynal.

## Patrimoine et lieux d'intérêt

### Maisons
- no  2 : maison toulousaine (fin du XIXe siècle)[10].
- no  7 : cité SNCF (deuxième moitié du XXe siècle)[11].
- no  9 : maison toulousaine (premier quart du XXe siècle)[12].
- no  12 : maison (années 1900)[13].
- no  13 : maison toulousaine (deuxième moitié du XIXe siècle)[14].
- no  15 : maison toulousaine (deuxième moitié du XIXe siècle)[15].
- no  27 : maison toulousaine (deuxième moitié du XIXe siècle).
- no  41 : ferme maraîchère (deuxième moitié du XIXe siècle)[16].
- no  52 : maison toulousaine (premier quart du XXe siècle)[17].

### Équipements publics
- no  5 : Maison Lapujade.